# 일관성 모델
일관성 모델(consistency model)은 컴퓨터 과학에서 프로그래머와 시스템 사이의 계약을 지정한다. 시스템은 프로그래머가 메모리 작업 규칙을 따르면 메모리가 일관되고 메모리 읽기, 쓰기 또는 업데이트 결과가 일치함을 보장한다. 예측 가능. 일관성 모델은 분산 공유 메모리 시스템 또는 분산 데이터 저장소(예: 파일 시스템, 데이터베이스, 낙관적 복제 시스템 또는 웹 캐싱)와 같은 분산 시스템에서 사용된다. 일관성은 캐시되거나 캐시가 없는 시스템에서 발생하는 일관성과는 다르며 모든 프로세서에 대한 데이터의 일관성이다. 일관성은 단일 위치 또는 단일 변수에 대한 쓰기가 모든 프로세서에 표시되는 전역 순서를 유지하는 것을 다룬다. 일관성은 모든 프로세서와 관련하여 여러 위치에 대한 작업 순서를 처리한다.
C++ 및 자바와 같은 고급 언어는 메모리 시맨틱스를 유지하는 방식으로 메모리 작업을 하위 수준 작업으로 변환하고, 일부 메모리 명령을 재정렬하고, pthread_mutex_lock()과 같은 라이브러리 호출과 필요한 동기화를 캡슐화하여 일관성 계약을 유지한다.

## 같이 보기
- 캐시 일관성
- 분산 공유 메모리
- 불균일 기억 장치 접근